# Sugpon
Sugpon (Bayan ng Sugpon) är en kommun i Filippinerna. Kommunen ligger på ön Luzon, och tillhör provinsen Södra Ilocos. Folkmängden uppgår till 3 513 invånare.
Sugpon är indelat i 6 barangayer.